# Learjet 70/75
Learjet 70/75 – rodzina lekkich, dwusilnikowych samolotów dyspozycyjnych, produkowanych przez kanadyjski koncern lotniczy Bombardier Aviation.

## Rozwój
Bombardier podczas trwania targów lotniczych EBACE 2012 (European Business Aviation Convention & Exhibition) poinformowała o rozpoczęciu prac nad nowymi samolotami biznesowymi, które oznaczono jako Learjet 70 i Learjet 75. Nowo opracowane samoloty stanowić miały rozwinięcie poprzednich wariantów – Learjet 40/45, od których różnić się miały wingletami, nową awioniką oraz mocniejszymi i oszczędniejszymi silnikami. Wnętrze kabiny zaadaptowane miało zostać z wariantu Learjet 85.
W 2013 roku na targach EBACE 2013 Bombardier zaprezentował oficjalnie samolot Learjet 75. Zdecydowano się zastosować takie same silniki co w pierwowzorze, lecz w wersji o większej mocy co przełożyło się na lepsze osiągi i mniejszą masę konstrukcji, a winglety poprawiły aerodynamikę. Maszyna otrzymała certyfikat FAA 14 listopada 2013 roku. We wrześniu 2014 roku samolot certyfikowano także na rynek europejski poprzez certyfikat EASA oraz także w 2014 roku samolot certyfikowano w Meksyku. Dostawy płatowca rozpoczęto w 2013 roku. Setny egzemplarz dostarczono do odbiorcy w czerwcu 2017 roku. W 2019 roku zaprezentowano unowocześniony oraz tańszy wariant, oznaczony jako Learjet 75 Liberty. Pierwsze egzemplarze dostarczono w 2020 roku.
W 2021 roku producent poinformował o zaprzestaniu produkcji Learjet-ów do końca 2021 roku. Ostatni Learjet 75 opuścił linię montażową w styczniu 2022 roku. 1 kwietnia 2022 roku producent poinformował, że do odbiorcy dostarczony został ostatni wyprodukowany Learjet 75, będący jednocześnie ostatnim zbudowanym samolotem z rodziny Learjet.
| Rok                  | 2013 | 2014 | 2015 | 2016 | 2017 | 2018 | 2019 | 2020 | 2021 | Suma |
| -------------------- | ---- | ---- | ---- | ---- | ---- | ---- | ---- | ---- | ---- | ---- |
| Dostarczone samoloty | 18   | 33   | 32   | 24   | 14   | 12   | 12   | 11   | 10   | 164  |

## Konstrukcja
Learjet 70/75 to rodzina średnich samolotów dyspozycyjnych, produkowanych przez firmę Bombardier Aviation. Napęd samolotów stanowią dwa silniki turboodrzutowe dwuprzepływowe Honeywell TFE731-40BR, które generują ciąg po 17,1 kN każdy. Silniki umiejscowiono w specjalnych gondolach, które mocowane są w tylnej części kadłuba. Jednostka napędowa jest wspólna dla obu wariantów. Silniki wyposażone są w odwracacz ciągu. Samoloty te mają wspólną awionikę Garmin G5000 z trzema 14-calowymi ekranami wysokiej rozdzielczości, które sterowane być mogą poprzez dotyk. Awionika składa się również systemu SVS (Synthetic Vison System), cyfrowy system audio i łącza danych, które odciąża pilota od części pracy. Zamontowane są również dwa komputery danych lotniczych, które zbierają i monitorują parametry samolotu w czasie lotu. Dodatkowo awionika ma opcję graficznego planowania lotu oraz ma zamontowany radar pogodowy.

### Learjet 70
Wersja Learjet 70 jest w stosunku do wariantu 75 mniejsza. Długość samolotu wynosi 16,93 m, rozpiętość 13,96 m zaś jego wysokość to 4,31 m. Kabina pasażerska długa jest na 5,39 m, szeroka na 1,56 m, zaś jej wysokość to 1,5 m. Kokpit wyposażony jest w cyfrową awionikę Garmin G5000 z trzema 14-calowymi ekranami wysokiej rozdzielczości, które sterowane być mogą poprzez dotyk. Załoga składa się z 2 pilotów, zaś na pokład można zabrać do 6 pasażerów. Samolot dysponuje większym zasięgiem – 3815 kilometrów.

### Learjet 75
Kabina pasażerska długa jest na 6,02 m, szeroka na 1,56 m oraz wysoka na 1,5 m. Załoga samolotu liczy 2 pilotów, zaś maksymalna liczba osób zabieranych na pokład do 9 (1 pilot + 8 pasażerów). Awionika w kokpicie jest taka sama jak w modelu 70.
Learjet 75 Liberty to ulepszona wersja standardowego Learjeta 75. Dysponuje ona minimalnie powiększoną kabiną pasażerską, gdzie jej długość wzrosła do 6,04 m. Wersja Liberty ma także wydłużony zasięg do 3852 kilometrów. Zmniejszeniu uległy koszty zakupu, eksploatacji oraz samolot jest oszczędniejszy od poprzednika.

## Learjet 75 w Lotniczym Pogotowiu Ratunkowym
13 grudnia 2019 roku Lotnicze Pogotowie Ratunkowe podpisało umowę na zakup dwóch fabrycznie nowych Learjetów 75 na potrzeby Samolotowego Zespołu Transportowego. Kabina pasażerska została zmodyfikowana w celu przewożenia sprzętu medycznego oraz pacjentów, także tych wymagających intensywnej terapii. Samoloty przeznaczone są do transportu pacjentów między szpitalami, które znajdują się w dużej odległości od siebie oraz ewakuacji medycznej z różnych części świata. Koszt każdego samolotu to około 65 mln złotych. Pierwszy samolot wylądował na warszawskim Lotnisku Chopina 16 grudnia 2021 roku, zaś drugi cztery dni później, 20 grudnia 2021 roku. Samoloty uzupełnią używane do tej pory samoloty turbośmigłowe Piaggio P.180 Avanti.

## Galeria

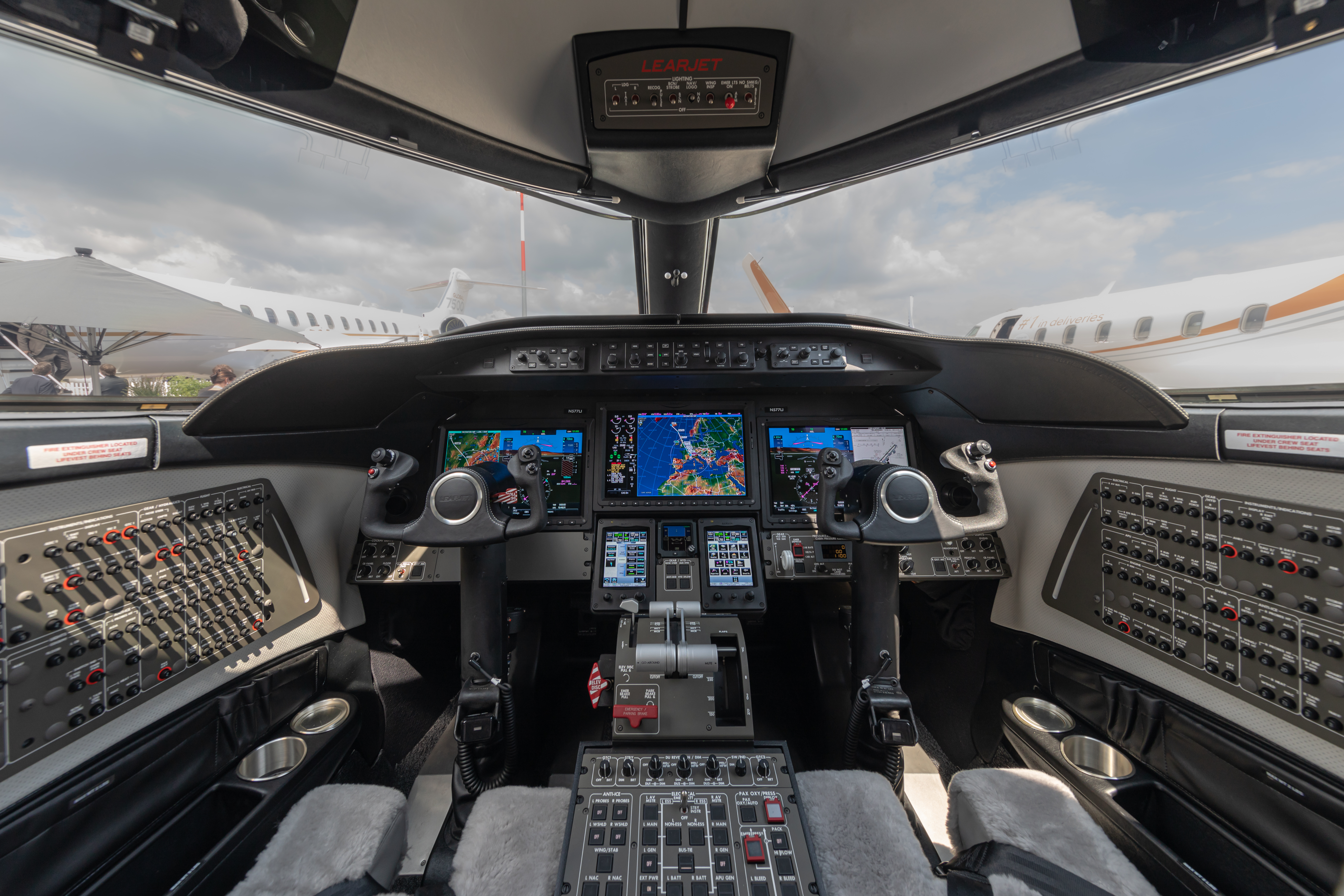
Kokpit samolotu Learjet 70/75
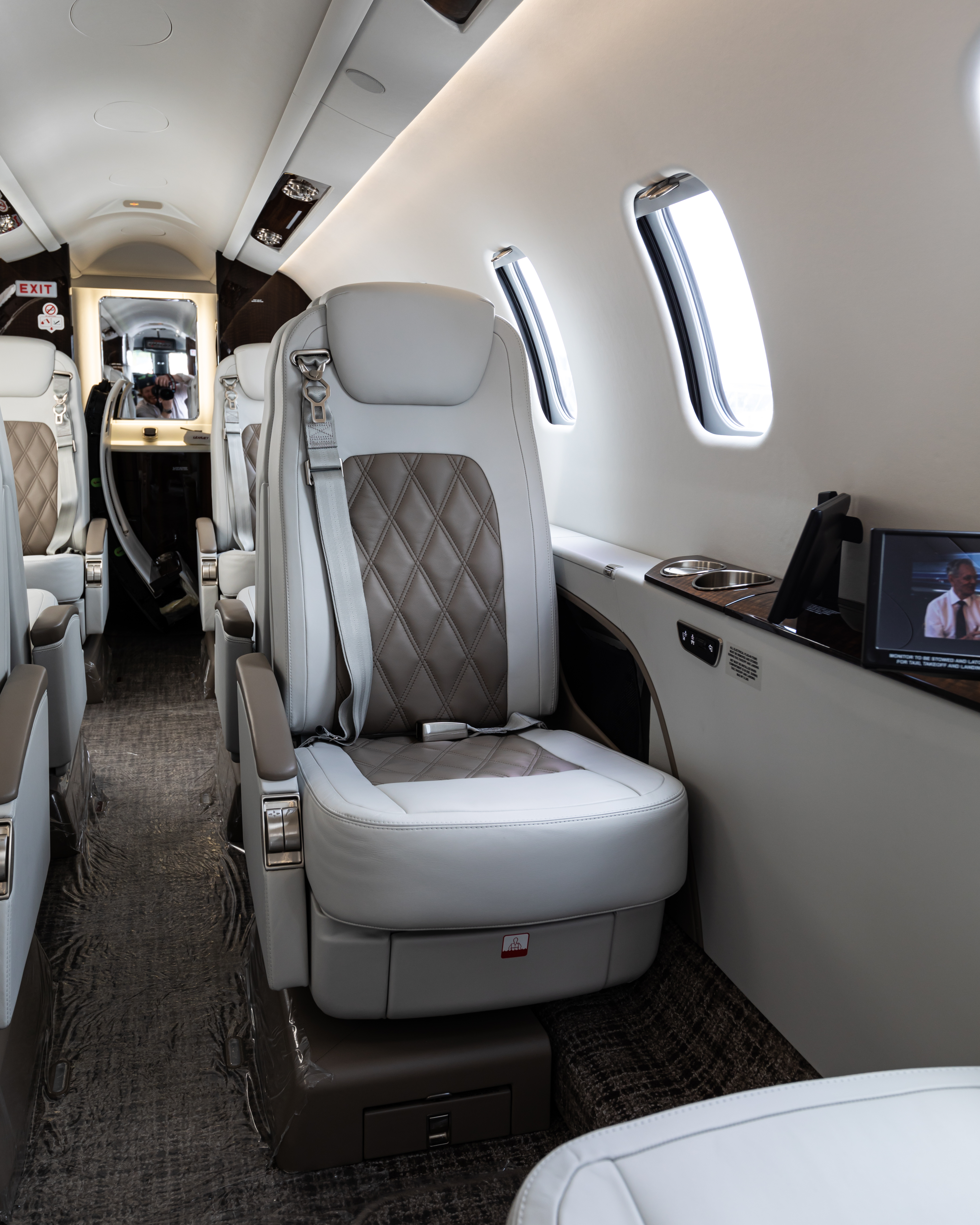
Wnętrze kabiny pasażerskiej
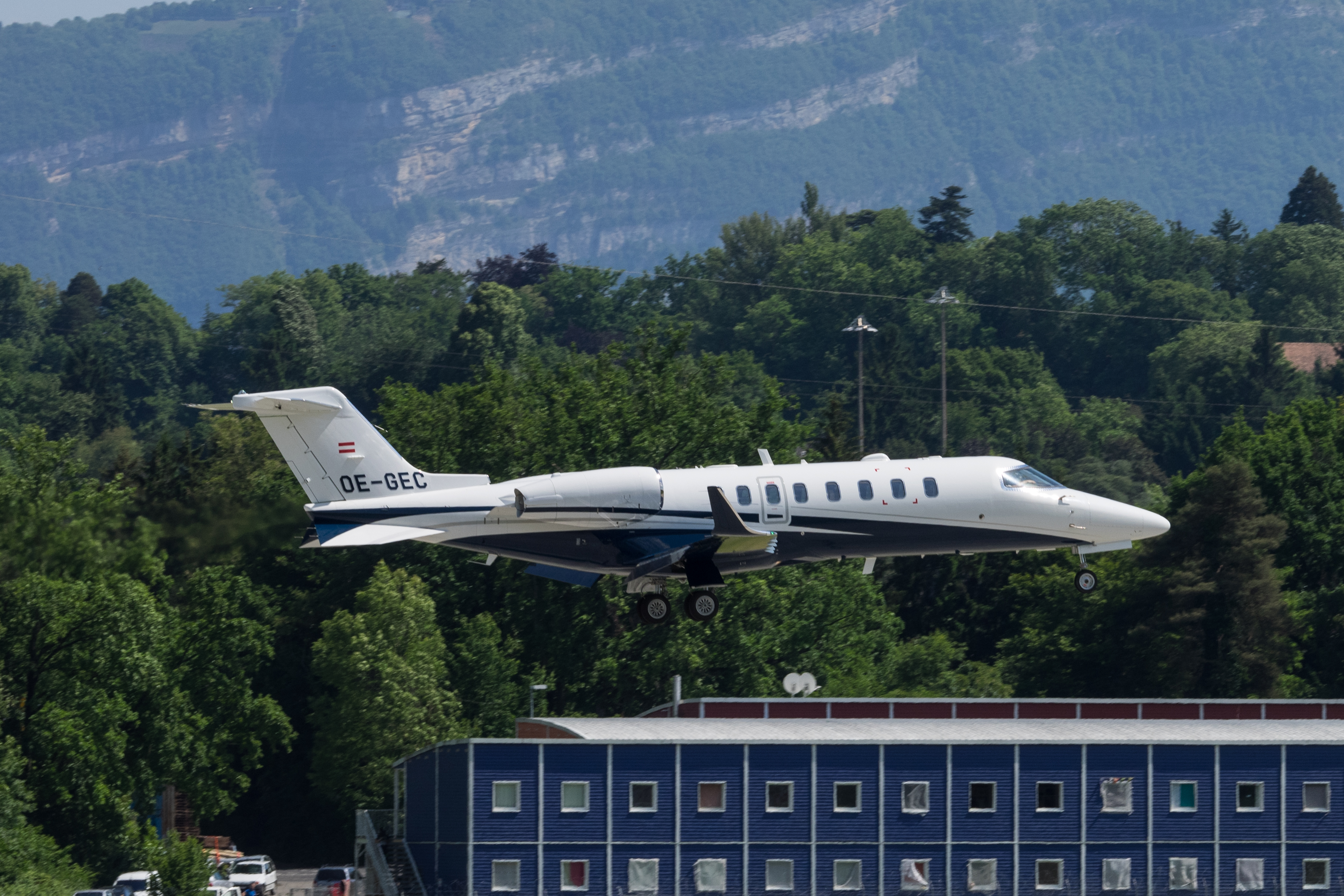
Learjet 75 linii lotniczych Speedwings